# Campionati del mondo di atletica leggera 2022 - 1500 metri piani femminili
La specialità dei 1500 metri piani femminili dei campionati del mondo di atletica leggera 2022 si è svolta tra il 15 e il 18 luglio all'Hayward Field di Eugene, negli Stati Uniti d'America.

## Podio
| Pos.    | Atleta         | Nazionalità   | Tempo   |
| ------- | -------------- | ------------- | ------- |
| Oro     | Faith Kipyegon | Kenya         | 3'52"96 |
| Argento | Gudaf Tsegay   | Etiopia       | 3'54"52 |
| Bronzo  | Laura Muir     | Gran Bretagna | 3'55"28 |

## Situazione pre-gara

### Record
Prima di questa competizione, il record del mondo (RM) e il record dei campionati (RC) erano i seguenti.
| Record                | Prestazione | Atleta                   | Data                       | Competizione              |
| --------------------- | ----------- | ------------------------ | -------------------------- | ------------------------- |
| Record mondiale       | 3'50"07     | Genzebe Dibaba Etiopia   | 17 luglio 2015 Monaco      |                           |
| Record dei campionati | 3'51"95     | Sifan Hassan Paesi Bassi | 5 ottobre 2019 Doha, Qatar | Campionati del mondo 2019 |

### Campionesse in carica
Le campionesse in carica, a livello mondiale e olimpico, erano:
| Campione | Atleta                   | Prestazione | Data                          | Competizione         |
| -------- | ------------------------ | ----------- | ----------------------------- | -------------------- |
| Olimpico | Faith Kipyegon Kenya     | 3'53"11     | 6 agosto 2021 Tokyo, Giappone | Giochi olimpici 2020 |
| Mondiale | Sifan Hassan Paesi Bassi | 3'51"95     | 5 ottobre 2019 Doha, Qatar    | Mondiali 2019        |

### La stagione
Prima di questa gara, gli atleti con le migliori tre prestazioni dell'anno erano:
| Pos. | Atleta                 | Prestazione | Data                                         |
| ---- | ---------------------- | ----------- | -------------------------------------------- |
| 1    | Faith Kipyegon Kenya   | 3'52"59     | 28 maggio 2022 Eugene, Stati Uniti d'America |
| 2    | Gudaf Tsegay Etiopia   | 3'54"21     | 28 maggio 2022 Eugene, Stati Uniti d'America |
| 3    | Hirut Meshesha Etiopia |             | 5 giugno 2022 Rabat, Marocco                 |

## Risultati

### Batterie
Le batterie si sono corse a partire dalle 18:10 del 15 luglio. Le prime sei di ogni serie (Q) e i sei tempi migliori tra le escluse (q) si qualificano alle semifinali.
| Pos. | Batteria | Nome                      | Nazionalità      | Tempo   | Note                          |
| ---- | -------- | ------------------------- | ---------------- | ------- | ----------------------------- |
| 1    | 3        | Gudaf Tsegay              | Etiopia          | 4'02"69 | Q                             |
| 2    | 3        | Winny Chebet              | Kenya            | 4'03"12 | Q                             |
| 3    | 3        | Linden Hall               | Australia        | 4'03"21 | Q                             |
| 4    | 3        | Sofia Ennaoui             | Polonia          | 4'03"52 | Q                             |
| 5    | 3        | Katharina Trost           | Germania         | 4'03"53 | Q                             |
| 6    | 3        | Cory Ann McGee            | Stati Uniti      | 4'03"61 | Q                             |
| 7    | 3        | Winnie Nanyondo           | Uganda           | 4'03"81 | q                             |
| 8    | 2        | Faith Kipyegon            | Kenya            | 4'04"52 | Q                             |
| 9    | 2        | Jessica Hull              | Australia        | 4'04"68 | Q                             |
| 10   | 2        | Freweyni Hailu            | Etiopia          | 4'04"84 | Q                             |
| 11   | 2        | Elinor Purrier St. Pierre | Stati Uniti      | 4'04"94 | Q                             |
| 12   | 2        | Hanna Klein               | Germania         | 4'05"13 | Q                             |
| 13   | 2        | Adelle Tracey             | Giamaica         | 4'05"14 | Q                             |
| 14   | 2        | Nozomi Tanaka             | Giappone         | 4'05"30 | q                             |
| 15   | 2        | Marta Pérez               | Spagna           | 4'05"92 | q                             |
| 16   | 2        | Hanna Hermansson          | Svezia           | 4'06"30 | q                             |
| 17   | 3        | Diana Mezuliáníková       | Rep. Ceca        | 4'06"55 | q                             |
| 18   | 2        | Katie Snowden             | Gran Bretagna    | 4'06"92 | q                             |
| 19   | 1        | Hirut Meshesha            | Etiopia          | 4'07"05 | Q                             |
| 20   | 3        | Edinah Jebitok            | Kenya            | 4'07"12 |                               |
| 21   | 2        | Laura Galván              | Messico          | 4'07"25 |                               |
| 22   | 2        | Sintayehu Vissa           | Italia           | 4'07"33 |                               |
| 23   | 2        | Natalia Hawthorn          | Canada           | 4'07"37 |                               |
| 24   | 1        | Laura Muir                | Gran Bretagna    | 4'07"53 | Q                             |
| 25   | 1        | Georgia Griffith          | Australia        | 4'07"65 | Q                             |
| 26   | 1        | Sinclaire Johnson         | Stati Uniti      | 4'07"68 | Q                             |
| 27   | 1        | Gaia Sabbatini            | Italia           | 4'07"82 | Q                             |
| 28   | 3        | Federica Del Buono        | Italia           | 4'08"42 |                               |
| 29   | 1        | Kristiina Mäki            | Rep. Ceca        | 4'08"43 | Q                             |
| 30   | 1        | Marta Pen Freitas         | Portogallo       | 4'08"58 |                               |
| 31   | 3        | Melissa Courtney-Bryant   | Gran Bretagna    | 4'09"07 |                               |
| 32   | 1        | Yolanda Ngarambe          | Svezia           | 4'09"15 |                               |
| 33   | 1        | Judith Kiyeng             | Kenya            | 4'09"30 |                               |
| 34   | 1        | Lucia Stafford            | Canada           | 4'09"67 |                               |
| 35   | 1        | Elise Vanderelst          | Belgio           | 4'10"45 |                               |
| 36   | 1        | Sarah Healy               | Irlanda          | 4'11"31 |                               |
| 37   | 3        | Nathalie Blomqvist        | Finlandia        | 4'11"98 |                               |
| 38   | 1        | Şilan Ayyildiz            | Turchia          | 4'12"67 |                               |
| 39   | 3        | Alma Delia Cortes         | Messico          | 4'13"93 |                               |
| 40   | 1        | Ran Urabe                 | Giappone         | 4'14"82 |                               |
| 41   | 3        | Gresa Bakraçi             | Kosovo           | 4'22"77 |                               |
| 42   | 2        | Anjelina Lohalith         | Atleti Rifugiati | 4'23"84 | Miglior prestazione personale |

### Semifinali
Le semifinali si sono corse a partire dalle 19:05 del 16 luglio. Le prime cinque di ogni serie (Q) e i due tempi migliori tra le escluse (q) si qualificano alla finale.
| Pos. | Batteria | Nome                      | Nazionalità   | Tempo   | Note |
| ---- | -------- | ------------------------- | ------------- | ------- | ---- |
| 1    | 1        | Gudaf Tsegay              | Etiopia       | 4'01"28 | Q    |
| 2    | 1        | Laura Muir                | Gran Bretagna | 4'01"78 | Q    |
| 3    | 1        | Jessica Hull              | Australia     | 4'01"81 | Q    |
| 4    | 1        | Freweyni Hailu            | Etiopia       | 4'02"28 | Q    |
| 5    | 1        | Cory Ann McGee            | Stati Uniti   | 4'03"08 | Q    |
| 6    | 1        | Winny Chebet              | Kenya         | 4'03"08 | q    |
| 7    | 2        | Faith Kipyegon            | Kenya         | 4'03"98 | Q    |
| 8    | 2        | Hirut Meshesha            | Etiopia       | 4'04"05 | Q    |
| 9    | 1        | Marta Pérez               | Spagna        | 4'03"43 | q    |
| 10   | 2        | Sinclaire Johnson         | Stati Uniti   | 4'04"51 | Q    |
| 11   | 1        | Hanna Klein               | Germania      | 4'04"62 |      |
| 12   | 1        | Linden Hall               | Australia     | 4'04"65 |      |
| 13   | 2        | Georgia Griffith          | Australia     | 4'05"16 | Q    |
| 14   | 2        | Sofia Ennaoui             | Polonia       | 4'05"17 | Q    |
| 15   | 2        | Nozomi Tanaka             | Giappone      | 4'05"79 |      |
| 16   | 2        | Katharina Trost           | Germania      | 4'05"85 |      |
| 17   | 1        | Hanna Hermansson          | Svezia        | 4'06"70 |      |
| 18   | 2        | Adelle Tracey             | Giamaica      | 4'06"96 |      |
| 19   | 1        | Diana Mezuliáníková       | Rep. Ceca     | 4'07"62 |      |
| 20   | 2        | Katie Snowden             | Gran Bretagna | 4'08"29 |      |
| 21   | 1        | Elinor Purrier St. Pierre | Stati Uniti   | 4'08"29 |      |
| 22   | 2        | Kristiina Mäki            | Rep. Ceca     | 4'17"15 |      |
| 23   | 2        | Winnie Nanyondo           | Uganda        | dnf     | qA   |
|      | 2        | Gaia Sabbatini            | Italia        | dq      |      |

### Finale
La finale si è corsa alle 18:50 del 18 luglio.
| Pos. | Nome              | Nazionalità   | Tempo   | Note                                     |
| ---- | ----------------- | ------------- | ------- | ---------------------------------------- |
|      | Faith Kipyegon    | Kenya         | 3'52"96 |                                          |
|      | Gudaf Tsegay      | Etiopia       | 3'54"52 |                                          |
|      | Laura Muir        | Gran Bretagna | 3'55"28 | Miglior prestazione personale stagionale |
| 4    | Freweyni Hailu    | Etiopia       | 4'01"28 |                                          |
| 5    | Sofia Ennaoui     | Polonia       | 4'01"43 | Miglior prestazione personale stagionale |
| 6    | Sinclaire Johnson | Stati Uniti   | 4'01"63 |                                          |
| 7    | Jessica Hull      | Australia     | 4'01"82 |                                          |
| 8    | Winnie Nanyondo   | Uganda        | 4'01"98 |                                          |
| 9    | Georgia Griffith  | Australia     | 4'03"26 |                                          |
| 10   | Cory Ann McGee    | Stati Uniti   | 4'03"70 |                                          |
| 11   | Marta Pérez       | Spagna        | 4'04"25 |                                          |
| 12   | Hirut Meshesha    | Etiopia       | 4'05"86 |                                          |
| 13   | Winny Chebet      | Kenya         | 4'15"13 |                                          |